# Produce X 101
 (février 2024).
Produce X 101 (en coréen : 프로듀스 X 101) est une émission de télé-réalité musicale sud-coréenne, diffusée en direct sur Mnet. L'émission en est à la quatrième saison. La dernière a été diffusée du 3 mai au 19 juillet 2019. Le groupe issu de cette émission s'appelle X1. Il a été dissous en 2020.
Le but de l'émission est de créer un boys band en mettant en compétition des artistes pendant une certaine durée. Les chanteurs rentrant dans le top 10 sont sélectionnés pour former un groupe.

## Membres de l'émission
La série est présentée par Lee Dong-wook. Liste d'autres artistes présents dans l'émission :
- Formateurs vocaux :
  - Lee Seok-hoon
  - Shin Yu-mi
- Entraîneurs de danse :
  - Bae Yoon-jeong
  - Kwon Jae-seung
  - Choi Young-jun
- Entraîneur de rap :
  - Cheetah

Formateur vocal d'une journée : Soyou (Épisode 1-2)
Entraîneur de rap du groupe X : Lee Joo-heon (Épisode 3-4)

## Participants
Clés de couleurs
| 101 Participants                   | 101 Participants       | 101 Participants         | 101 Participants              | 101 Participants         |
| ---------------------------------- | ---------------------- | ------------------------ | ----------------------------- | ------------------------ |
| Kim Yo Han (김요한)                | Kim Woo-seok (김우석)  | Han Seung-woo (한승우)   | Song Hyeong Jun (송형준)      | Cho Seung-youn (조승연)  |
| Son Dong Pyo (손동표)              | Lee Han Gyul (이한결)  | Nam Do Hyun (남도현)     | Cha Jun Ho (차준호)           | Kang Min Hee (강민희)    |
| Lee Eun Sang (이은상)              | Lee Jin Hyuk (이진혁)  | Koo Jung Mo (구정모)     | Keum Dong Hyun (금동현)       | Hwang Yun Seong (황윤성) |
| Song Yuvin (송유빈)                | Kim Min Kyu (김민규)   | Lee Se Jin (이세진)      | Ham Won Jin (함원진)          | Tony (토니)              |
| Kim Kook Heon (김국헌)             | Lee Jin Woo (이진우)   | Kim Dong Yun (김동윤)    | Lee Hyeop (이협)              | Park Sun-ho (박선호)     |
| Kang Hyeon Su (강현수)             | Kim Si Hun (김시훈)    | Choi Su Hwan (최수환)    | Ju Chang Uk (주창욱)          | Kim Hyeon Bin (김현빈)   |
| Choi Byung Chan (최병찬)           | Moon Hyun Bin (문현빈) | Won Hyuk (원혁)          | Kwon Tae Eun (권태은)         | Kang Seok Hwa (강석화)   |
| Baek Jin (백진)                    | Lee Mi Dam (이미담)    | Yun Jung Hwan (윤정환)   | Jeong Jae Hoon (정재훈)       | Park Yu Ri (박유리)      |
| Lee Woo Jin (이우진)               | Kim Dong Bin (김동빈)  | Wei Zi Yue (위자월)      | Kim Sung Hyun (김성현)        | Kim Sung Yeon (김성연)   |
| Choi Jun Seong (최준성)            | Lee Won Jun (이원준)   | Park Yun Sol (박윤솔)    | Mahiro Hidaka (히다카 마히로) | Peak Kongthap (픽)       |
| Hong Seong Jun (홍성준)            | Kim Min Seo (김민서)   | Lee Tae Seung (이태승)   | Woo Je Won (우제원)           | Lee Yoo Jin (이유진)     |
| Kwon Hui Jun (권희준)              | Han Gi Chan (한기찬)   | Wang Jyun Hao (왕군호)   | Moon Jun Ho (문준호)          | Nam Dong Hyun (남동현)   |
| Anzardi Timothee (앙자르디 디모데) | Kim Jin Gon (김진곤)   | Lee Ha Min (이하민)      | Jeon Hyun Woo (전현우)        | Kim Yeong Sang (김영상)  |
| Byeon Seong Tae (변성태)           | Lee Hwan (이환)        | Jung Young Bin (정영빈)  | Oh Sae Bom (오새봄)           | Yoo Geun Min (유건민)    |
| Jung Myung Hoon (정명훈)           | Steven Kim (스티븐 킴) | Song Chang Ha (송창하)   | Choi Jin Hwa (최진화)         | Lee Jun Hyuk (이준혁)    |
| Lee Gyu Hyung (이규형)             | Won Hyun Sik (원현식)  | Tsai Chia Hao (채가호)   | Choi Si Hyuk (최시혁)         | Kim Gwan Woo (김관우)    |
| Park Jin Yeol (박진열)             | Kim Min Seo (김민서)   | Heo Jin Ho (허진호)      | Hwang Geum Ryul (황금률)      | Hong Sung Hyeon (홍성현) |
| Yu Seong Jun (유성준)              | Sung Min Seo (성민서)  | Lee Sang Ho (이상호)     | Kim Seung Hwan (김승환)       | Kim Hyeong Min (김형민)  |
| Jun Uehara (우에하라 준)           | Yoon Min Guk (윤민국)  | Park Si On (박시온)      | Kim Jun Jae (김준재)          | Lee Jae Bin (이재빈)     |
| Yun Hyun Jo (윤현조)               | Lim Da Hun (임다훈)    | Choi Byung Hoon (최병훈) | Kim Dong Kyu (김동규)         | Yun Seo Bin (윤서빈)     |
| Im Si U (임시우)                   |                        |                          |                               |                          |

## Classement
Clé(s) de couleur(s)
| 1  | Kim Min-gyu    | Kim Yo-han ↑2     | Kim Yo-han =      | Kim Yo-han =      | Kim Woo-seok ↑3   | Kim Woo-seok =    |
| 2  | Koo Jung-mo    | Lee Eun-sang ↑12  | Kim Min-gyu ↑1    | Kim Min-gyu =     | Song Hyung-jun ↑1 | Lee Jin-hyuk ↑9   |
| 3  | Kim Yo-han     | Kim Min-gyu ↓2    | Lee Eun-sang ↓1   | Song Hyung-jun ↑1 | Kim Min-gyu ↓1    | Kim Yo-han ↑2     |
| 4  | Cha Jun-ho     | Nam Do-hyun ↑33   | Song Hyung-jun ↑6 | Kim Woo-seok ↑2   | Lee Jin-woo ↑8    | Song Hyung-jun ↓2 |
| 5  | Kim Woo-seok   | Song Yuvin ↑12    | Nam Do-hyun ↓1    | Lee Eun-sang ↓2   | Kim Yo-han ↓4     | Koo Jung-mo ↑3    |
| 6  | Son Dong-pyo   | Son Dong-pyo =    | Kim Woo-seok ↑1   | Nam Do-hyun ↓1    | Lee Eun-sang ↓1   | Lee Eun-sang =    |
| 7  | Lee Eugene     | Kim Woo-seok ↓2   | Son Dong-pyo ↓1   | Son Dong-pyo =    | Nam Do-hyun ↓1    | Nam Do-hyun =     |
| 8  | Lee Se-jin     | Park Sun-ho ↑28   | Song Yuvin ↓3     | Song Yuvin =      | Koo Jung-mo ↑1    | Lee Jin-woo ↓4    |
| 9  | Song Hyung-jun | Koo Jung-mo ↓7    | Koo Jung-mo =     | Koo Jung-mo =     | Song Yuvin ↓1     | Han Seung-woo ↑4  |
| 10 | Lee Jin-woo    | Song Hyung-jun ↓1 | Park Sun-ho ↓2    | Ham Won-jin ↑2    | Ham Won-jin =     | Kim Min-gyu ↓7    |

### Résultats
La finale s'est déroulée le 19 juillet 2019 et a été retransmise en direct. Lee Dong-wook a annoncé le nom du groupe, X1 (coréen : 엑스원).
| #  | Épisode 12 (Total des votes) | Épisode 12 (Total des votes) | Épisode 12 (Total des votes) | Épisode 12 (Total des votes) |
| #  | Prénom                       | Votes                        | Entreprise                   | Votes accumulés              |
| -- | ---------------------------- | ---------------------------- | ---------------------------- | ---------------------------- |
| 1  | Kim Yo-han                   | 1 334 011                    | OUI Entertainment            | 4 468 996                    |
| 2  | Kim Woo-seok                 | 1 304 033                    | TOP Media                    | 4 424 309                    |
| 3  | Han Seung-woo                | 1 079 200                    | Plan M                       | 2 869 629                    |
| 4  | Song Hyung-jun               | 1 049 222                    | Starship                     | 3 735 217                    |
| 5  | Cho Seung-youn               | 929 311                      | Yuehua                       | 2 200 382                    |
| 6  | Son Dong-pyo                 | 824 389                      | DSP Media                    | 2 762 824                    |
| 7  | Lee Han-gyul                 | 794 411                      | MBK                          | 2 221 045                    |
| 8  | Nam Do-hyun                  | 764 433                      | MBK                          | 3 147 303                    |
| 9  | Cha Jun-ho                   | 756 939                      | Woollim                      | 2 449 408                    |
| 10 | Kang Min-hee                 | 749 444                      | Starship                     | 1 798 609                    |
| X  | Lee Eun-sang                 | 689 489                      | Brand New Music              | 3 164 535                    |

Notes
- Le membre X a été choisi parmi le nombre total de voix depuis l'épisode 1 jusqu'à l'épisode 12.

## Audiences
- Les nombres en bleu représentent les taux les plus faibles et les nombres en rouge, les plus hautes cotes.
- NC indique que la note n'est pas connue.

| Épisode # | Date de diffusion sud-coréenne | Part de marché d’audience | Part de marché d’audience |
| Épisode # | Date de diffusion sud-coréenne | AGB Nielsen               | AGB Nielsen               |
| Épisode # | Date de diffusion sud-coréenne | Tout le pays              | Séoul                     |
| --------- | ------------------------------ | ------------------------- | ------------------------- |
| 1         | 3 mai 2019                     | 1,448%                    | 1,694%                    |
| 2         | 10 mai 2019                    | 2,309%                    | 2,920%                    |
| 3         | 17 mai 2019                    | 2,130%                    | 2,501%                    |
| 4         | 24 mai 2019                    | 2,244%                    | 2,395%                    |
| 5         | 31 mai 2019                    | 2,102%                    | 2,450%                    |
| 6         | 7 juin 2019                    | 2,230%                    | 2,569%                    |
| 7         | 14 juin 2019                   | 2,019%                    | 2,425%                    |
| 8         | 21 juin 2019                   | 2,183%                    | 2,405%                    |
| 9         | 28 juin 2019                   | 2,508%                    | 2,738%                    |
| 10        | 5 juillet 2019                 | 2,314%                    | 2,803%                    |
| 11        | 12 juillet 2019                | 2,220%                    | 2,800%                    |
| 12        | 19 juillet 2019                | 3,892%                    | 3,822%                    |